# 기우제

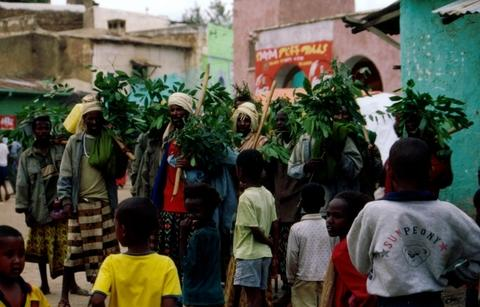
에티오피아 동부 도시 하라르에서 기우제를 지내고 있는 주민들의 모습

기우제(祈雨祭)는 하지가 지나도록 비가 오지 않아 가물 때에 비가 오기를 바라며 지내는 제사이다. 방법으로는 묘파기, 디딜방아 훔치기, 물병 거꾸로 매달기 등이 있었다.

## 한국의 기우제
한국에서의 기우제는 매우 오래되었으며, 환웅이 하늘에서 내려올 때 천부인과 함께 데려온 3위의 신 가운데 비를 관장하는 우사(雨師)가 있었다. 《삼국사기》 곳곳에는 비가 내리지 않았을 때 왕이 몸소 기우를 행해서 비를 내리게 했다는 기록이 보인다. 《동명왕편》(정확히는 동명왕편의 저자 이규보가 열람한 《구삼국사》)에는 고구려 동명왕이 비류국을 항복시키기 위해서 흰 사슴을 묶어서 호수 위에 매달아놓고 "하늘이 비류국을 멸망시키지 않으시겠다면 나는 너를 죽이겠다. 너는 마땅히 하늘에 비를 내려달라고 빌어라."라고 주저하는 의식을 행했고, 이에 하늘에서는 비가 퍼부어 비류국의 왕궁까지 물에 잠길 지경이었고, 결국 비류국은 동명왕에게 항복하였다고 한다.
조선 왕조에서는 기우제를 지내기 위해서 우선 도랑과 밭뚝길을 깨끗이 한 다음에 12차례의 순서를 거치도록 하였다.
1. 삼각산·목멱산(木覓山)·한강에 당하3품(堂下三品)의 관을 파견하고
2. 용산강 저자도(楮子島)에 종2품(從二品)관과
3. 풍운뇌우수산천(風雲雷雨水山川)의 영사(靈祀)에 종2품관을
4. 북교(北郊)에 종2품관과 사직에 정2품관(正二品)관을 보내서 제를 지냈는데, 이 치제(致祭)에서 용신(龍神)에게 제(祭)를 올렸다.
5. 종묘에서 정2품 관조(官祖)가 치제를 하고

그리고 다시 삼각산 목멱산 · 한강에서 치제하고 범의 머리를 가라앉힌다. 이 풍습은 전국의 곳곳에서 기우제에 쓰인 것이다. 밀양의 백연이나 서산의 이매연(鯉埋淵), 고산(高山)의 용연(龍淵), 밀양과 홍천의 가리산(加里山)에서 범머리를 용연에 가라앉혀서 비가 내리기를 기도했다. 비를 주관한다는 용이 잠자고 움직이지 않는 동안에 가뭄이 계속된다고 믿었기 때문에 용의 적수인 범을 용이 있는 연못에 집어 넣어서 용이 잠에서 깨어 활동하게 함으로써 비가 내리게 할 수 있다는 것이었고, 용을 잠에서 깨게 하는 방법은 호랑이 머리만이 아니고 용이 있는 연못의 물을 더럽히는 방법도 존재하였다. 봉산(鳳山) 신룡담(神龍潭)에 동리 사람들이 오물을 던져 물을 흐리게 하였더니 맑았던 하늘이 갑자기 흐려져 비가 내렸다고 한다. 비가 어느 정도 내린 다음 다시 연못에서 오물을 건져 물을 맑게 하였더니 비가 개었다고 한다.
근래에는 이와 비슷한 기우의 행위로서 개울 있는 여기저기의 바위에 개의 피를 뿌리고 그 핏물 속에서 동리 부인들이 속옷차림으로 미역을 감는다. 그러면 하늘의 신령님이 더러운 것을 없애기 위해 비를 내리고 또 남자인 신령님이 부인들을 불쌍히 여기고 깨끗한 빗물에 미역을 감게 하기 위해서 비를 내린다. 이 행위를 뒷받침하고 있는 것은 더러움과 개끗함이라는 신앙관념이다. 이런 2분관(二分觀)은 음양(陰陽)의 관념에 쉽게 융합된다.
7차와 8차에도 정2품관이 용산강이나 산천운사(山川雲社)에서 제사를 올린다. 위계가 높은 제관자를 파견함은 신령님에게 치성을 다하는 태도인 것이다. 사람이 할 수 있는 일을 다할 때에 하늘의 신령님은 소원을 들어준다. 

9차 치제하고 모화관의 연못가에서 석역동자의 기우(祈雨)를 행한다. 이 기우제는 10차에서는 경회루의 연못에서, 11차에서는 종묘의 춘당(春塘) 연못에서 올려진다. 석역동자 150명이 푸른 옷·기고(祈袴)·전대(纏帶)·행전·족발(버선)·광소당지(廣小唐只)·숙마혜(熟麻鞋)를 갖추고 물위에 떠있는 석역이 들어 있는 물동이를 두드리고 징을 울리면서 큰 소리로 "도마뱀아 도마뱀아, 구름을 일으키고 안개를 토해서 큰비를 내리게 하라, 그러면 놓아주리라"고 외친다. 동자군제(童子軍祭)란 바로 위의 제를 말하는 것이다.
마을에서는 병에 물을 담고 그 병 속에 버드나무 가지를 넣고 향을 피우며 방방곡곡에 시렁을 만들어 놓고 아이들이 모여서 비를 부른다. 오방토룡제(五方土龍祭)가 끝차례로 올려진다. 흙으로 만든 용을 동서남북과 중앙노상에 놓고 채찍질해 가면서 제를 지낸다. 동교(東郊)에서 청룡, 남교에서 적룡(赤龍), 서에서 흰 용, 북에서 검은 용 그리고 중앙 종루가(鐘樓街)에서 노란 용을 만들어 놓는다. 헌관과 감찰도 관홀(冠笏)을 갖추고 사흘 동안 제를 지내는데, 치제(致祭)때에 용왕경(龍王經)을 읽는다.
이 동안에 기우 7사(祈雨七事)가 지켜진다. 7사는 다음의 일곱 가지를 말한다.
1. 옥에 갇힌 자와 실직자를 처리한다.
2. 과부·고아들을 위로한다.
3. 정부에서의 용역을 덜어준다.
4. 현명한 사람을 거진(擧進)한다.
5. 탐하고 사악한 것을 없앤다.
6. 남녀를 명합(命合)하고 원한을 치유한다.
7. 선(膳)을 줄이고 가락을 금한다.

《연려실기술》(燃藜室記述)에 보면 기우제는 위에 언급한 곳 외에 모화관(慕華館)·경회루(慶會樓)·춘당대(春塘台)·선농단(先農壇)·한강변(漢江邊)에서 올려졌다. 《용재총화》가 전하는 기우제의 장소는 종묘사직과 흥인(興仁)·숭례(崇禮)·돈의(敦義)·숙정(肅靖)의 4대문이었다. 이 기우제에 이어서 비가 오면 수한보제(水旱報祭)가 행해졌다.

## 세계 각국의 기우제
일본의 경우 기우제를 아메고이(雨乞い)라고 부르며, 그 방법은 크게 산야에 불을 놓고 신불에 예능을 봉납해서 간청하거나 금기를 범하거나, 신사로 가서 참배하거나 유감(모방) 주술을 행하는 것이었다.
산야, 특별히 산꼭대기에 불을 놓고 징과 큰 북을 울려서 떠들썩하게 하는 형태의 기우제는 일본 각지에서 볼 수 있다. 신불에게 예능을 봉납한다는 형태의 기우제는 주로 긴키 지방(近畿地方)에서 볼 수 있다. 금기를 범한다는 형태의 기우제는 예를 들어 통상 물을 관장하는 수신이 산다는 호수나 연못 등지에 동물의 내장이나 유해를 던져 넣어서 그 청정함을 흔들고 물을 더럽힘으로써 물을 주관하는 신을 격노하게 해서 비를 내리게 한다는 것이나, 지장보살의 석상을 묶거나 물에 매달아서 비를 내리게 해 달라고 청하는 것이 일부 지방에서 보인다. 신사에 찾아가서 비는 경우는 기우제에 한정되지 않고 기도 일반에서 널리 볼 수 있고, 야마호우시(山伏)나 슈겐도(修験道)의 수행자 같은 전문직이 행하는 경우도 많았다. 유감주술이란 영험이 뚜렷한 신수를 뿌려 비를 모방하거나 불을 질러서 연기를 내어 구름처럼 보이게 하고 징과 북으로 큰소리를 내어 뇌성을 모방하는 등 비가 내리기 직전의 상태와 같은 환경을 조성하고 이를 통해 실제 비를 유도한다는 발상에서 나온 주술이다. 이러한 유형의 주술은 일본에서는 중부 지방에서 간토 지방까지 널리 퍼져있다.
왕조 시대 이전의 일본에서 기우제는 국가 의례로써 이루어졌다. 불교 전래 이전부터 위정자이자 제사장이었던 천황에게는 신을 향해 국가 진호를 호소할 수 있는 능력이 있다고 믿었으며, 기우제 또한 고대로부터 천황이 몸소 주관하였다.[4] 문헌에 보이는 가장 오래된 기우제 사례는 《일본서기》(日本書紀) 고교쿠 천황(皇極天皇) 원년(642년)조의 기술이다.
- 戊寅。羣臣相謂之曰。随村々祝部所教。或殺牛馬祭諸社神。或頻移市。或祷河伯。既無所効。蘇我大臣報曰。可於寺寺轉讀大乘經典。悔過如佛所訟。敬而祈雨。
- 庚辰。於大寺南庭嚴佛菩薩像與四天王像。屈請衆僧。讀大雲經等。于時。蘇我大臣手執香鑪。燒香發願。
- 辛巳。微雨。
- 壬午。不能祈雨。故停讀經。
- 八月甲申朔。天皇幸南淵河上。跪拜四方。仰天而祈。即雷大雨。遂雨五日。溥潤天下。（或本云。五日連雨。九穀登熟。）於是。天下百姓倶稱萬歳曰至徳天皇。

이에 의해 7월 25일부터 소가노 에미시(蘇我蝦夷)가 기우제를 위해 대승경(大乗経)을 윤독하였더니 짧은 비만 잠깐 내렸을 뿐 효과가 없었다 해서 29일에 그만두었다고 한다. 하지만 8월 1일 고교쿠 천황이 하늘에 기도하자 갑자기 큰 비가 퍼부어 천하 만민들이 함께 천황을 칭송하였다고 한다. 이 기술 이전에도 헤이안 시대(平安時代)에 편찬된 불교 사서인 《부상략기》(扶桑略記)에는 스이코 천황(推古天皇) 33년(625년)조에는 고려(고구려)의 승려 혜관(恵灌)에게 명해서 기우제 의식을 행하였다는 기술이 있다.
불교 유입과 함께 독경법회(読経法会)를 열어서 기우제를 지내는 것이 성행하였는데 덴무 천황(天武天皇) 4년(675년)에는 천황의 명령으로 기우 법회가 이루어졌다. 이윽고 밀교(密教)가 융성하게 되면서 기우 의식은 독경법회보다도 수법(修法)이라 불리는 밀교 의식이 중시되게 되었다. 진언종(真言宗) 소야수심원(小野随心院)을 개창한 닌카이(仁海)는 아홉 번에 걸친 기우 수법 요청에 응해서 아홉 번 모두 비를 내리게 하였으므로 「비 승정」(雨僧正)이라는 별명을 얻었다고 한다.

## 참고 문헌
- 이 문서에는 다음커뮤니케이션(현 카카오)에서 GFDL 또는 CC-SA 라이선스로 배포한 글로벌 세계대백과사전의 내용을 기초로 작성된 글이 포함되어 있습니다.